# فریتس ایکس
فریتس ایکس (به آلمانی: Fritz X) رایج‌ترین نام بمب سرشی ضد کشتی هدایت شوندهٔ آلمانی است که در جنگ جهانی دوم به کار گرفته می‌شد. این نام هم از سوی متفقین و هم از سوی پرسنل نیروی هوایی آلمان نازی به کار می‌رفت. نام‌های دیگر این بمب عبارت بودند از رورشتال اس د ۱۴۰۰ ایکس (به آلمانی: Ruhrstahl SD 1400 X)، کرامر ایکس-۱ (به آلمانی: Kramer X-1)، پ تسه ۱۴۰۰ ایکس (به آلمانی: PC 1400X) و اف ایکس ۱۴۰۰ (به آلمانی: FX 1400). نام اف ایکس ۱۴۰۰ منشاء نام فریتس ایکس است. به همراه سلاح مشابه نیروی هوایی ارتش ایالات متحده در جنگ جهانی دوم که ایزون نام داشت، این بمب زمینه ساز موشک‌های ضدکشتی و سلاح‌های هدایت دقیق امروزین بود.

## تاریخچه
فریتس ایکس شکل توسعه یافتهٔ بمب اس د ۱۴۰۰ است. حرف اس سرواژهٔ Splitterbombe به معنی بمب ترکشی یا بمب چندمنظوره، حرف د سرواژهٔ dickwandig به معنی دارای دیوارهٔ کلفت، و ۱۴۰۰ نیز نشان دهندهٔ وزن آن به کیلوگرم است. این بمب یک جنگ‌افزار نفوذ کننده بود که در برابر هدف‌های محافظت شده مانند ناوهای سنگین و نبردناوها به کار می‌رفت. به دماغهٔ این بمب فرم آئرودینامیک داده شده‌است. این بمب دارای چهار بالچه و دم جعبه مانند است. دم جعبه مانند شامل سطوح ثابت دوازده ضلعی حلقوی است که درون این حلقه دم چلیپایی شکل با سطوح کلفتی که خود دارای کنترل آئرودینامیک بودند وجود دارد. نیروی هوایی آلمان نازی در جنگ داخلی اسپانیا به دشوار بودن هدف‌هایی مانند کشتی‌های در حال حرکت پی برده بود. مهندس ماکس کرامر که در مرکز هوافضای آلمان کار می‌کرد از سال ۱۹۳۸ در حال آزمایش بمب‌های سقوط آزاد ۲۵۰ کیلوگرمی کنترل از راه دور بود و در سال ۱۹۳۹ به آزمایش برآکش کنترل رادیویی پرداخت. در سال ۱۹۴۰ رورشتال به این پروژه دعوت شد، زیرا هر دوی آن‌ها قبلاً تجربه طراحی و ساخت بمب‌های غیرهدایت شونده را داشتند.

## دستگاه کنترل فریتس ایکس
فرستنده‌های کنترل رادیویی کِل (FuG 203) که دارای دو محور و یک دستهٔ کنترل بود و روی هواپیما نصب می‌شد برای فرستادن سیگنال‌های کنترل به فریتس ایکس به کار می‌رفت. خود بمب سیگنال‌ها را به وسیلهٔ دستگاه گیرندهٔ اشتراسبورگ (FuG 230) دریافت می‌کرد و سیگنال‌ها را به برآکش‌های متحرک روی سطوح کلفت عمودی و افقی بالهٔ دم فریتس ایکس می‌فرستاد.
فریتس ایکس دارای دستگاه کنترل براکش بر روی باله دم خود بود که سه دستگاه سیستم آئرودینامیک کنترل برآکش را به کار می‌برد. دو دستگاه از این سه دستگاه کنترل بمب را در محورهای گشتاور و گردش به عهده داشتند و فرمان خود را از کنترل رادیویی کِل-اشتراسبورگ دریافت می‌کنند.

## جایگاه تاریخی
جنگ افزار فریتس ایکس از جمله سلاح های تاریخی است از این جهت که «نخستین جنگ افزار هدایت شونده دقیق»  موفقیت آمیز که در یک جنگ به کار گرفته شد و توانست یک کشتی را با پیروزمندی غرق کند